# 総合評価落札方式
総合評価落札方式（そうごうひょうからくさつほうしき）は、公共工事の入札で受注者を決定する方式の一つ。競争入札の一種であるが、従来の価格競争型での競争入札では、業務の遂行能力に問題のある業者が低価格入札により入札する事を防げなかった。これが工事の安全性、成果品質（精度）、社会経済に多大な悪影響を及し問題となった為、従来の発注方式を補完する発注形態が必要となった。
総合評価方式では入札価格だけでなく、総合的に最も「社会的要請を満足出来る」業者を選定できる方式として、改良を続けながらではあるが、現在最も一般的な落札方式の一つになっている。